# De Dion-Bouton Type EU
Der De Dion-Bouton Type EU ist ein Pkw-Modell aus den 1910er Jahren. Hersteller war De Dion-Bouton aus Frankreich.

## Beschreibung
Die Zulassung durch die nationale Zulassungsbehörde erfolgte am 21. Januar 1914. Es ist das Colonial-Modell zum Type EN und wurde nur außerhalb Frankreichs angeboten.
Der Vierzylindermotor hat 80 mm Bohrung, 140 mm Hub und 2815 cm³ Hubraum. Er war damals in Frankreich mit 18 Cheval fiscal (Steuer-PS) bzw. 14/18 CV eingestuft. Bei 1500 Umdrehungen in der Minute leistet er 24 bhp. Die Höchstleistung des Motors ist nicht bekannt. Er ist vorne im Fahrgestell montiert und treibt über ein Vierganggetriebe und eine Kardanwelle die Hinterräder an. Der Wasserkühler ist direkt vor dem Motor hinter einem deutlich sichtbaren Kühlergrill.
Die Basis bildet ein Pressstahlrahmen. Der Radstand beträgt 3352 mm und die Spurweite 1350 mm. Die Unterschiede zum Type EN sind größere Reifen, mehr Bodenfreiheit, ein größerer Kühler und verstärkte Radaufhängungen.
Bekannt sind Aufbauten als Tourenwagen.
Das Modell wurde nur 1914 produziert und dann ohne Nachfolger eingestellt.